# آهو (غركان)
آهو (بالفارسية: آهو) هي قرية تقع في إيران في قسم غرکان الريفي. يقدر عدد سكانها بـ 259 نسمة بحسب إحصاء 2016.